# 15. Kanadisches Kabinett
Das 15. Kanadische Kabinett (engl. 15th Canadian Ministry, franz. 15e conseil des ministres du Canada) regierte Kanada vom 7. August 1930 bis zum 23. Oktober 1935. Dieses von Premierminister Richard Bedford Bennett angeführte Kabinett bestand aus Mitgliedern der Konservativen Partei.

## Minister
| Amt                                                                  | Name | Zeitraum |
| -------------------------------------------------------------------- | --- | --- |
| Premierminister                                                      | Richard Bedford Bennett                                                                                        | 7. August 1930 – 23. Oktober 1935 |
| Außenminister                                                        | Richard Bedford Bennett                                                                                        | 7. August 1930 – 23. Oktober 1935 |
| Innenminister und General-Superintendent für Indianerangelegenheiten | Thomas Gerow Murphy                                                                                            | 7. August 1930 – 23. Oktober 1935 |
| Justizminister und Attorney General                                  | Hugh Guthrie vakant George Reginald Geary                                                                      | 7. August 1930 – 11. August 1935 12. August 1935 – 13. August 1935 14. August 1935 – 23. Oktober 1935                                                                       |
| Verteidigungsminister                                                | Donald Matheson Sutherland Grote Stirling                                                                      | 7. August 1930 – 16. November 1934 17. November 1934 – 23. Oktober 1935 |
| Finanzminister und Schatzmeister                                     | Richard Bedford Bennett Edgar Nelson Rhodes                                                                    | 7. August 1930 – 2. Februar 1932 3. Februar 1932 – 23. Oktober 1935 |
| Minister für nationale Einkünfte                                     | Edmond Baird Ryckman vakant Robert Charles Matthews James Earl Lawson                                          | 7. August 1930 – 1. Dezember 1933 2. Dezember 1933 – 5. Dezember 1933 6. Dezember 1933 – 13. August 1935 14. August 1935 – 23. Oktober 1935                                 |
| Seefahrtminister                                                     | Alfred Duranleau vakant Lucien Henri Gendron                                                                   | 7. August 1930 – 19. Juli 1935 20. Juli 1935 – 29. August 1935 30. August 1935 – 23. Oktober 1935                                                                           |
| Minister für Eisenbahnen und Kanäle                                  | Robert James Manion                                                                                            | 7. August 1930 – 23. Oktober 1935 |
| Arbeitsminister                                                      | Gideon Robertson Wesley Ashton Gordon                                                                          | 7. August 1930 – 2. Februar 1932 3. Februar 1932 – 23. Oktober 1935 |
| Minister für Pensionen und nationale Gesundheit                      | Murray MacLaren Donald Matheson Sutherland                                                                     | 7. August 1930 – 16. November 1934 17. November 1934 – 23. Oktober 1935 |
| Landwirtschaftsminister                                              | vakant Robert Weir                                                                                             | 7. August 1930 8. August 1930 – 23. Oktober 1935 |
| Fischereiminister                                                    | Edgar Nelson Rhodes Alfred Duranleau (geschäftsführend) Grote Stirling (geschäftsführend) William Gordon Ernst | 7. August 1930 – 2. Februar 1932 3. Februar 1932 – 16. November 1934 17. November 1934 – 13. August 1935 14. August 1935 – 23. Oktober 1935                                 |
| Handels- und Gewerbeminister                                         | Henry Herbert Stevens vakant Richard Burpee Hanson                                                             | 7. August 1930 – 26. Oktober 1934 27. Oktober 1934 – 16. November 1934 17. November 1934 – 23. Oktober 1935                                                                 |
| Bergbauminister                                                      | Wesley Ashton Gordon                                                                                           | 7. August 1930 – 23. Oktober 1935 |
| Postminister                                                         | Arthur Sauvé vakant Samuel Gobeil                                                                              | 7. August 1930 – 13. August 1935 14. August 1935 – 15. August 1935 16. August 1935 – 23. Oktober 1935                                                                       |
| Minister für staatliche Bauvorhaben                                  | Hugh Alexander Stewart                                                                                         | 7. August 1930 – 23. Oktober 1935 |
| Einwanderungs- und Kolonisierungsminister                            | Wesley Ashton Gordon Wesley Ashton Gordon (geschäftsführend)                                                   | 7. August 1930 – 2. Februar 1932 3. Februar 1932 – 23. Oktober 1935 |
| Staatssekretär für Kanada und Regierungskanzlist                     | Charles Hazlitt Cahan                                                                                          | 7. August 1930 – 23. Oktober 1935 |
| Präsident des Kronrates                                              | Richard Bedford Bennett                                                                                        | 7. August 1930 – 23. Oktober 1935 |
| Solicitor General                                                    | Maurice Dupré                                                                                                  | 7. August 1930 – 23. Oktober 1935 |
| Minister ohne Geschäftsbereich                                       | John Alexander Macdonald George Halsey Perley Arthur Meighen Onésime Gagnon William Earl Rowe                  | 7. August 1930 – 13. August 1935 7. August 1930 – 23. Oktober 1935 3. Februar 1932 – 23. Oktober 1935 30. August 1935 – 23. Oktober 1935 30. August 1935 – 23. Oktober 1935 |